# Howard W. Hunter
Howard W. Hunter (14 de noviembre de 1907-3 de marzo de 1995) fue un abogado, religioso y el decimocuarto presidente de La Iglesia de Jesucristo de los Santos de los Últimos Días desde 1994 hasta su muerte en 1995.

## Obras
- Hunter, Howard W. (1997).  Clyde J. Williams, ed. The Teachings of Howard W. Hunter, Fourteenth President of the Church of Jesus Christ of Latter-day Saints. Bookcraft.
- —— (1994). That We Might Have Joy. Deseret Book.
- —— (2015). Teachings of Presidents of the Church: Howard W. Hunter. LDS Church.